# Sepulcro dos Servílios

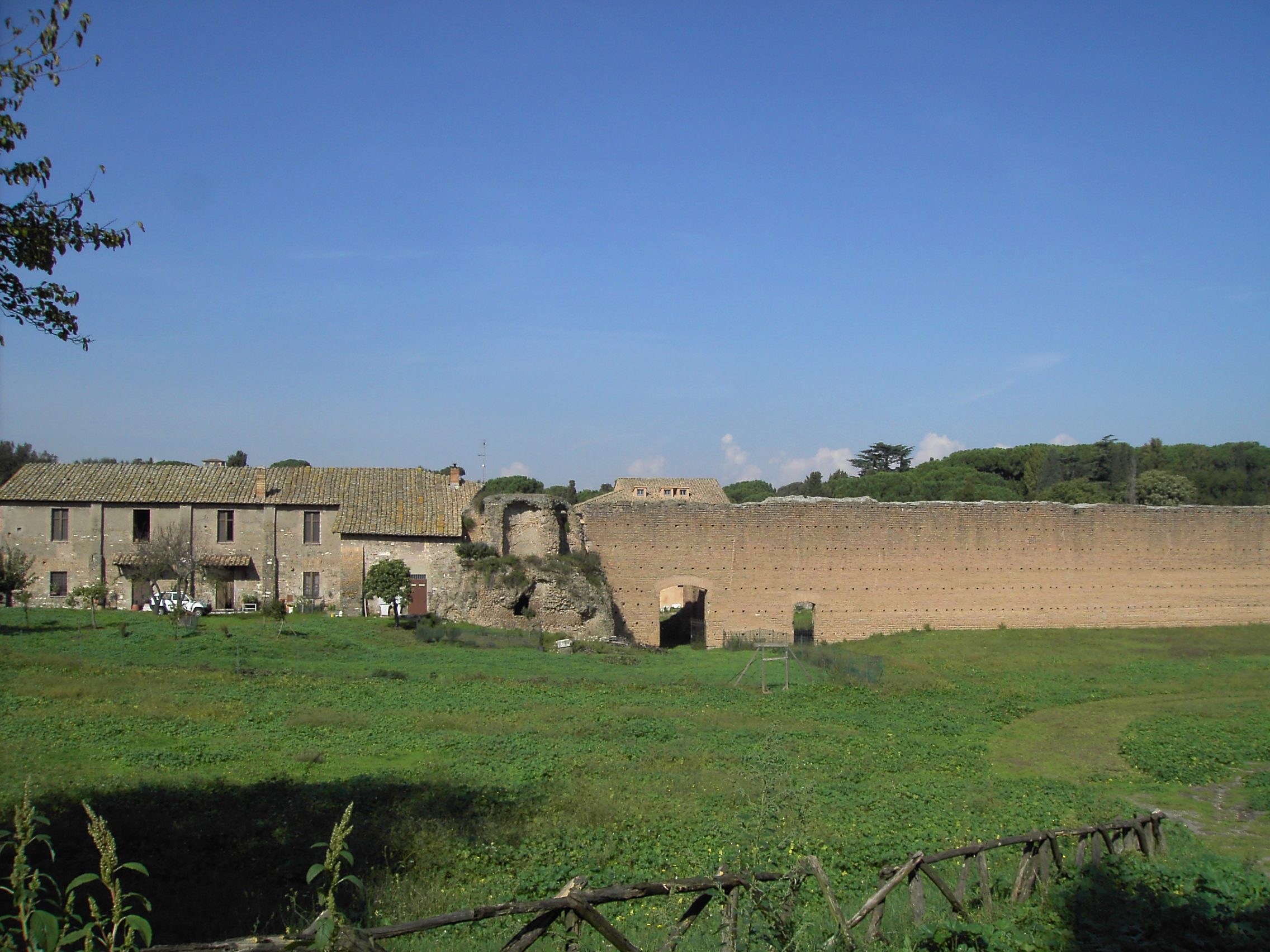
Nesta imagem, o Sepulcro dos Servílios está bem no centro, entre edifícios modernos (esquerda) e o muro externo do quadripórtico do Mausoléu de Valério Rômulo.

Sepulcro dos Servílios é um antigo mausoléu romano localizado no interior da Villa imperial de Maxêncio, na Via Ápia Antiga, no quartiere Appio-Latino de Roma.

## História
Este mausoléu, que fica encostado do lado oriental do quadripórtico do Mausoléu de Valério Rômulo, está praticamente arruinado. Dele se conservou o núcleo, provavelmente da época augustana (século I a.C. - século I d.C.), incorporado ao complexo de Maxêncio. O sepulcro era constituído por uma base quadrangular em blocos de tufo com um tambor acima, no qual se abriam oito nichos e provavelmente encimado originalmente por um cone de terra. No interior ficava a câmara funerária, à qual se chega pela fachada contrária em relação à Via Ápia, de planta cruciforme e suficientemente bem conservada, decorada com estuques.